# Michelle Bell
 (mars 2012).

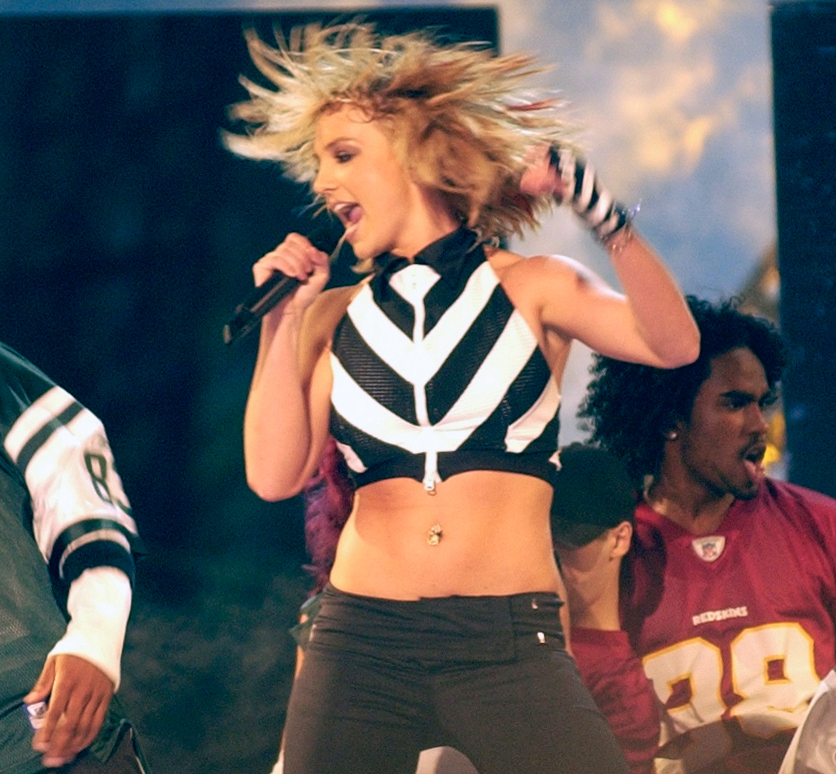
Michelle Bell a travaillé avec Britney Spears (voir photo) pour l'album In the Zone.

Michelle Bell, née en Ohio (États-Unis), est une autrice-compositrice-interprète américaine.

## Biographie
« J'ai commencé comme reporter dans un journal local, en écrivant à propos de gens qui faisaient pousser des tomates géantes ou qui avaient un groupe de musique chrétienne. C'était assez ennuyeux, mais le fait de travailler pour le journal m'a permis de rentrer en contact avec des attachés de presse de maisons de disques. Le responsable de la rubrique divertissement n'était pas branché concerts. Cela m'a permis d'assister à d'énormes concerts et d'interviewer mes artistes préférés. J'ai rencontré plein de gens en travaillant au journal et, lorsque j'ai déménagé à New York, cela m'a aidé à trouver du travail. » a déclaré Michelle Bell dans un interview. Elle a toujours été intéressée par le milieu de la musique.
Elle a d'abord travaillé avec Sean Combs, alors en couple avec Jennifer Lopez. Il présente les chansons de Michelle Bell à Jennifer Lopez : elle les enregistra. 
Michelle Bell a déclaré qu'elle et Jennifer Lopez « ont beaucoup partagé » et que « c'était fun ". On a écrit une chanson sur quelque chose d'amusant qui lui est arrivé avec son nouvel assistant. Cela a commencé avec un son qui était totalement hors sujet[style à revoir]. Ce n'était pas pour l'album, mais juste pour le fun. »
Elle travaille par la suite pour d'autres artistes comme Mary J. Blige et Paulina Rubio .

## Chansons écrites
- 2001 : Come Over (Jennifer Lopez)[2]
- 2001 : Testimony (Mary J. Blige)[3]
- 2001 : Think (Toya)[4]
- 2001 : The Truth (Toya)[4]
- 2001 : What Else Can I Do (Toya)[4]
- 2002 : Supernatural (Sugababes)[5]
- 2002 : Doo Rags (Nas)[6]
- 2002 : Stereo (Paulina Rubio)[7]
- 2003: Impatient (Blu Cantrell)[8]
- 2003: Don't Want You Back (Girls Aloud)[9]
- 2003 : Chaotic (Britney Spears)
- 2003 : I've Just Begun (Having My Fun) (Britney Spears)
- 2003 : Like I'm Falling (Britney Spears)
- 2003 : Look Who's Talking Now (Britney Spears)[A]
- 2003 : Money Love and Happiness
- 2003 : Ouch (Britney Spears)[10]
- 2003 : Peep Show (Britney Spears)[11]
- 2003 : Take Off (Britney Spears)[12]
- 2006 : Fire (Kelis)[13]
- 2007 : It Can Happen (Elisabeth Withers)[14]
- 2007 : Get Your Shoes On (Elisabeth Withers)[14]
- 2007 : Be Mine (Jennifer Lopez)
- 2007 : Frozen Moments (Jennifer Lopez)
- 2007 : I Need Love (Jennifer Lopez)
- 2007 : Never Gonna Give Up (Jennifer Lopez)
- 2007 : The Way It Is (Jennifer Lopez)
- 2008 : Almond Joy (Tittsworth)[15]
- 2008 : Portrait of Love (Cheri Dennis)[16]
- 2008 : Morning Wood (88-Keys)[17]
- 2009 : Morning After Dark (featuring Soshy and Nelly Furtado) (Timbaland)[18]
- 2009 : Can't Hide from Love (Fame soundtrack)[19]
- 2009 : Amazing (Alex Young)[20]
- 2009 : Broken Heart (Alex Young)[20]
- 2009 : Kisses Wishes (Alex Young)[20]
- 2009 : Rendezvous (Alex Young)[20]
- 2009 : Seeing is Believing (Alex Young)[20]
- Look Who's Talking Now ne fut pas accepté pour l'album de Britney Spears In the Zone. La chanson a par la suite été enregistrée par la chanteuse coréenne BoA et a été incluse dans son album epynome BOA sorti en 2009. Cependant, la version de Britney Spears fuita sur Internet le 9 janvier 2012.